# John Billingsley

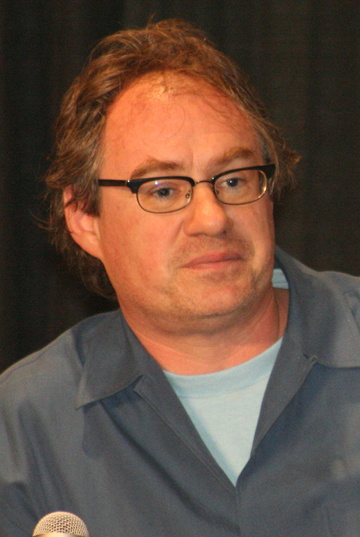
John Billingsley (2007)

John Billingsley (* 20. Mai 1960 in Media, Pennsylvania) ist ein US-amerikanischer Schauspieler.

## Leben und Karriere
In seiner Kindheit zog die Familie oft um, bis sie in Weston, Connecticut, blieb, wo Billingsley im Schultheater auftrat. Später erhielt er seine Theaterausbildung am Bennington College in Vermont. Nach dem Studium zog er nach Seattle und trat dort in verschiedenen Theaterstücken auf. 1989 gründete er das Book-It Repertory Theatre, das es sich zur Aufgabe macht, literarische Stoffe für die Bühne zu adaptieren.
Größere Aufmerksamkeit erregte Billingsley vor allem durch seine Rolle als Denobulaner Dr. Phlox auf der Enterprise in Star Trek von 2001 bis 2005. Davor hatte Billingsley bereits Gastrollen in Serien wie Akte X – Die unheimlichen Fälle des FBI, Six Feet Under – Gestorben wird immer, Gilmore Girls, Stargate – Kommando SG-1, Prison Break und anderen. So spielte er in Cold Case – Kein Opfer ist je vergessen in mehreren Episoden die wiederkehrende Rolle eines Serienmörders. Außerdem übernahm er kleinere Nebenrollen in verschiedenen Kinofilmen. Neben Denzel Washington war er in Out of Time – Sein Gegner ist die Zeit zu sehen und neben Michelle Pfeiffer in Weißer Oleander sowie in Crocodile Dundee in Los Angeles. 2001 wirkte er in Das Glashaus und 2002 in High Crimes – Im Netz der Lügen mit. Von 2006 bis 2007 war Billingsley einer der Hauptdarsteller der Fernsehserie The Nine – Die Geiseln, die jedoch bereits nach der ersten Staffel mangels Publikumsinteresses eingestellt wurde. 2009 spielte er in drei Episoden der siebenten Staffel von 24 sowie in dem Kinofilm 2012 mit. 2010 stand er erneut mit seinem Kollegen Connor Trinneer aus Star Trek: Enterprise für The Mentalist gemeinsam vor der Kamera.
Billingsley lebt zusammen mit seiner Frau, der Schauspielerin Bonita Friedericy, in Los Angeles. Zu seinen Hobbys gehören Baseball – er ist Fan der Seattle Mariners – und Bücher, er besitzt über 5.000 Bände.

## Filmografie (Auswahl)

### Fernsehserien
- 1999: Akte X – Die unheimlichen Fälle des FBI (The X-Files, Episode 6x20)
- 2000: Diagnose: Mord (Diagnosis Murder, Episode 7x24)
- 2000: Gilmore Girls (Episode 1x2)
- 2000: The Others
- 2001: Six Feet Under – Gestorben wird immer (Six Feet Under)
- 2001–2005: Star Trek: Enterprise (Enterprise, Star Trek: Enterprise, Dr. Phlox)
- 2002: Stargate – Kommando SG-1 (Stargate SG-1, Episode 6x08 „Wahre Helden“, Dr. Simon Coombs)
- 2003: Angel – Jäger der Finsternis (Angel)
- 2004–2005: Cold Case – Kein Opfer ist je vergessen (Cold Case)
- 2005: Nip/Tuck – Schönheit hat ihren Preis (Nip/Tuck)
- 2006: CSI: NY
- 2006: The Closer
- 2006: Prison Break
- 2006–2007: The Nine – Die Geiseln (The Nine)
- 2007: Journeyman – Der Zeitspringer (Journeyman)
- 2007: Ghost Whisperer – Stimmen aus dem Jenseits (Ghost Whisperer, Episode 2x18)
- 2007: Navy CIS (NCIS)
- 2007: CSI: Vegas (CSI: Crime Scene Investigation)
- 2007: Grey’s Anatomy
- 2008: Eli Stone
- 2008: Cinderella Story
- 2008–2010, 2012: True Blood
- 2008: Without a Trace – Spurlos verschwunden (Without a Trace)
- 2009: 24
- 2009: Scrubs – Die Anfänger (Scrubs)
- 2009: Criminal Minds (Episode 4x21)
- 2010: The Mentalist (Episode 3x09)
- 2010: Leverage
- 2011: 90210
- 2011: Harry’s Law
- 2011: Suits
- 2012: Revenge
- 2012: Drop Dead Diva
- 2013: Nikita
- 2014: Intelligence (13 Episoden)
- 2014: Navy CIS: L.A. (NCIS: Los Angeles, Episode 6x05)
- 2014: Bones – Die Knochenjägerin (Bones, Episode 10x05)
- 2014: Hawaii Five-0 (Episode 5x08)
- 2015: Turn: Washington’s Spies
- 2015: Extant (Episode 2x02)
- 2016: Code Black (Episode 2x14)
- 2016: Castle (Episode 8x09 Tödliche Harmonien)
- 2017: Lucifer (Episode 3x07)
- 2017: Twin Peaks
- 2019: Unbelievable (Episode 1x08)
- 2019: The Orville (Episode 2x03)
- 2019: Atlanta Medical (Episode 2x20)
- 2020: Homecoming (Episode 2x01)
- 2023: The Good Doctor (Episode 6x21)
- 2024: Nach dem Attentat (Manhunt, 1 Episode)

### Kinofilme
- 2001: The Glass House
- 2001: Crocodile Dundee in Los Angeles
- 2002: High Crimes – Im Netz der Lügen (High Crimes)
- 2002: Weißer Oleander (White Oleander)
- 2003: Out of Time – Sein Gegner ist die Zeit (Out of Time)
- 2007: The Man From Earth
- 2009: 2012
- 2013: U-Bahn – Nächster Halt: Terror (Red Line)
- 2017: The Man from Earth: Holocene
- 2019: The Circuit

## Sonstiges
- In der Stargate-Folge Wahre Helden spielt John Billingsley einen Wissenschaftler, der sich als Star-Trek-Fan outet und zugibt, auf Conventions als Vulkanier verkleidet aufzutreten.
- In der Angel-Folge Werwolf Nina hatte Billingsley auch eine Gesangseinlage mit Jessie’s Girl von Rick Springfield.